# Walter (coloriste)
 (novembre 2018).
Pour les articles homonymes, voir Walter et Pezzali.
Walter Pezzali, dit Walter, né le 6 février 1969, est un coloriste français de bande dessinée. Il vit au Japon et est marié à la coloriste Yuka, avec qui il travaille.
Il a notamment mis en couleurs une grande partie des albums de la collection Poisson Pilote, la série Sardine de l'espace d'Emmanuel Guibert, Mathieu Sapin et Joann Sfar ainsi que la série Donjon de Joann Sfar et Lewis Trondheim. Alors qu'il avait colorié jusqu'à 14 albums par an, il en publie moins depuis 2010[réf. nécessaire].

## Publications
- 29 albums de Donjon, 1998-2014.
- 7 albums de Petit Vampire, 1999-2005.
- Le Réducteur de vitesse, 1999.
- 4 albums de Vortex, 1999-2003.
- 10 albums des Sardine de l'espace, 2000-2005.
- 5 albums d'Isaac le pirate, 2000-2005.
- 3 albums des Olives noires, 2001-2003.
- 4 albums de Samedi et Dimanche, 2001-2005.
- 2 albums de Grand Vampire / Le Bestiaire amoureux, 2005-2007.
- 3 albums de Messire Guillaume, 2006-2009.
- 3 albums de Salvatore, 2006-2010.
- 5 albums de Irena, 2017-2020.